# Gmina Drenovë
Gmina Drenovë (alb. Komuna Drenovë) – gmina położona we wschodniej części Albanii. Administracyjnie należy do okręgu Korcza w obwodzie Korcza. W 2011 roku populacja gminy wynosiła 5581 osób, 2568 kobiet oraz 3013 mężczyzn, z czego Albańczycy stanowili 70,76% mieszkańców, 2,97% Grecy, 7,27 Arumuni, 0,48% Mecedończycy. 
W skład gminy wchodzi dziesięć miejscowości: Boboshticë, Dardhë, Drenovë, Mborja, Morava, Qatromi, Ravoniku, Turani.